# Christina Schade

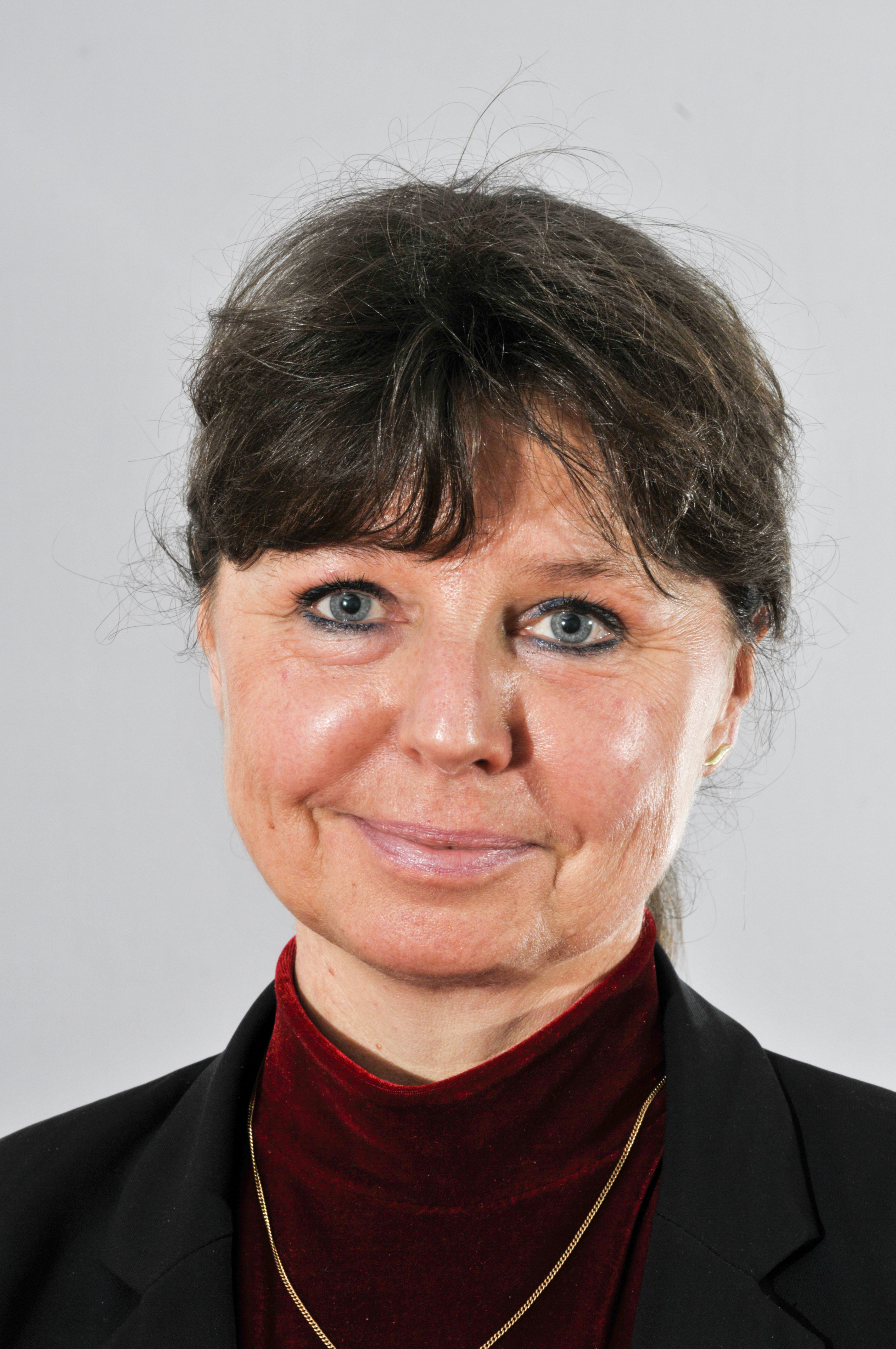
Christina Schade (2016)

Christina Schade (* 28. Mai 1965 in Berlin) ist eine deutsche Unternehmensberaterin und Politikerin (AfD). Sie war zwischen 2014 und 2019 Mitglied im Landtag Brandenburg.

## Leben und Beruf
Sie absolvierte ein Studium als Agraringenieurin, welches sie als Diplomagraringenieurin Ökonom abschloss. Sie arbeitete als Ökonomin in einem landwirtschaftlichen Unternehmen, dann als wissenschaftliche Mitarbeiterin der UMAK GmbH. Zuletzt war sie in der Finanzberatung und Unternehmensberatung kleiner und mittlerer Unternehmen tätig. Schade lebt im Ortsteil Waldesruh von Hoppegarten im Landkreis Märkisch-Oderland. Sie ist verheiratet und hat zwei Kinder.

## Politik
Seit dem 1. April 2014 ist sie Mitglied der AfD. Bei der Landtagswahl in Brandenburg 2014 kandidierte sie im Wahlkreis 31, Märkisch-Oderland I/Oder-Spree IV, und zog über Platz 11 der Landesliste der AfD Brandenburg in den Landtag ein. Zur Landtagswahl in Brandenburg 2019 trat Schade nicht erneut an.